# Bistritz Meir Kohen
Bistritz Meir Kohen (Vágbeszterce, 1820 – Bécs, 1892. szeptember 7.) költő.

## Élete
Nagyobbrészt Bécsben élt és művei is ott jelentek meg. Első ezek közül Mordechai ben Meir Kalman didaktikus költeményének német műfordítása és magyarázatos kiadása volt Tabniszha Bájisz címen (1858), továbbá: Kol Rinó (héber költemények német fordítással, 1859), a Dohány utcai zsinagóga avatása alkalmából. 1863-ban újból kiadta az Áruch ha-Kódes című anonim lexikográfiai munkát. További kötete, mely német és héber nyelvű verseket és esszéket tartalmaz Mannheimer I. N. bécsi főrabbi jubileuma alkalmából Zijjun le-Zichrón Ólom (1864) címen jelent meg.